# Nikolái Avkséntiev
Nikolái Dmítrievich Avkséntiev (en ruso: Николай Дмитриевич Авксентьев, Penza, 16 de noviembre de 1878-Nueva York, 4 de marzo de 1943) fue un destacado dirigente del Partido Social-Revolucionario ruso (PSR). Durante el periodo revolucionario ruso de 1917, presidió el Comité Ejecutivo Central de los Sóviets de Campesinos y fungió como ministro del Interior durante algunas semanas. Opuesto a la Revolución de Octubre, participó en las acciones de la oposición al Gobierno bolchevique durante la guerra civil rusa hasta su exilio forzoso a finales de 1918.
Nació en Penza en 1878 en el seno de una familia aristócrata. Estudió en la Universidad de Moscú hasta su expulsión en 1899 por su participación en actividades subversivas; marchó entonces al exilio para continuar formándose en Alemania entre 1900 y 1904.
Fue elegido copresidente del Sóviet de San Petersburgo durante la Revolución de 1905 como representante del Partido Social-Revolucionario. Tras el fracaso de la revolución, el partido entró en una grave crisis. Avkséntiev ingresó entonces en una nueva corriente conocida como «liquidacionista» o «pochinista» (por su publicación, de nombre Pochín), la más derechista del partido y más cercana a los liberales que a los demás socialistas, convencida de la necesidad de participar en las instituciones progresistas como los zemstvos. En el segundo congreso del partido celebrado en febrero de 1907, fue elegido miembro del comité central y redactor de la publicación del partido, Znamia trudá. Durante la Primera Guerra Mundial, se contó entre los dirigentes socialistas de la corriente defensista de los socialrevolucionarios. Vivió en París durante el conflicto y regresó a Petrogrado en la primavera de 1917.
Miembro del Comité ejecutivo del Consejo de Delegados de Trabajadores y Soldados (Sóviet de Petrogrado), su participación fue limitada en este por sus actividades en el Consejo de Campesinos, que presidía. Avkséntiev formó parte del ala derecha del partido —como el resto de sus compañeros de estudios en Heidelberg—, minoritaria pero muy influyente. En este grupo Avkséntiev se destacó como el adalid de la continuación de la participación rusa en la guerra mundial. Expresó con vehemencia su apoyo a la formación de Gobiernos de coalición entre burgueses y socialistas. Fungió como ministro del Interior desde el 24 de juliojul./ 6 de agosto de 1917greg., sustituyendo en el cargo a Irakli Tsereteli, hasta mediados de septiembre. Sus medidas de represión de los «comités de la tierra», aunque menor de lo aireado en la época, mermaron la popularidad del partido entre campesinos y soldados y facilitaron la propaganda de los partidarios de Lenin.
Fue presidente del Preparlamento. Se opuso a la Revolución de Octubre en la que el Partido Bolchevique de Lenin se hizo con el poder. Justo tras la revolución presidió el «Comité de Salvación de la Patria y la Revolución», opuesto al golpe bolchevique y que teóricamente dirigió el fallido levantamiento de los cadetes de la capital contra los bolcheviques. Tras el aplastamiento de la rebelión abandonó Petrogrado. Trató infructuosamente de recabar el apoyo de los tres ejércitos del frente rumano. Su arresto (17 de diciembrejul./ 30 de diciembregreg., parte de la medidas gubernamentales contra la asamblea constituyente) fue la primera vez que dirigentes socialistas eran detenidos acusados de contrarrevolución.
Se trasladó a Samara cuando se estableció allí el Gobierno rebelde del Komuch en el verano de 1918, como otros destacados dirigentes socialrevolucionarios. En agosto, como plenipotenciario de la Unión por la Regeneración de Rusia, presidió la conferencia fallida de Cheliábinsk en la que se trató de unificar a las autoridades antibolcheviques surgidas tras la revuelta de la Legión Checoslovaca. Presidió asimismo la conferencia de Ufá días más tarde. En el otoño de 1918, formó parte del Directorio de Omsk, creado el 23 de septiembre como Gobierno provisional hasta la reunión de la asamblea constituyente, pero pronto se enemistó con los militares contrarrevolucionarios que respaldaban al almirante Aleksandr Kolchak. El gobierno, poco más que un ente vacío sin fuentes de financiación, estaba encabezado por el propio Avkséntiev. Desprovisto de verdadera autoridad y sin la confianza de socialrevolucionarios y derechistas, Avkséntiev se limitó a pretender dirigir el gobierno, que recordaba al Gobierno provisional ruso en su última fase bajo Aleksandr Kérenski. Ambas fuerzas aliadas, socialrevolucionarios y derechistas, conspiraron desde el comienzo para derrocar a Avkséntiev y su directorio. Arrestado brevemente por las fuerzas de derecha que instalaron a Kolchak en el poder el 18 de noviembre de 1918, fue deportado. Se estableció en París y permaneció activo entre los círculos de la emigración rusa. Tras la derrota francesa al comienzo de la Segunda Guerra Mundial, se trasladó a los Estados Unidos. Falleció en este país en 1943.

## Comienzos
Nació en 1878 en el seno de una familia aristócrata, hijo de un abogado de Penza. Estudió en la Universidad de Moscú hasta su expulsión en 1899 por presidir la unión local de organizaciones obreras (zemliáchestva). Marchó al exilio para continuar formándose y estudió en Berlín, Leipzig y Halle entre 1900 y 1904. Fue el principal miembro del grupo conocido como «socialrevolucionarios de Heidelberg», formado por estudiantes de la Universidad de Heidelberg, entre los que se contaban V. M. Zenzínov, Abram Gots y Vadim Rúdnev, y que se caracterizaba por la influencia de la filosofía neokantiana y el marxismo. De mentalidad inquieta y hábil orador, abogaba por la inclusión de la obra de Emanuel Kant, Piotr Lavrov y Nikolái Mijáilovski en el programa socialrevolucionario. Su interés intelectual lo llevó a estudiar distintos movimientos progresistas del momento. Se doctoró con el filósofo kantiano Alois Riehl.
Fue elegido covicepresidente del Sóviet de San Petersburgo durante la revolución de 1905 como representante de su partido en el nuevo organismo. Cooperó activamente con Trotski, alma del sóviet, en el ambiente de armonía que caracterizó la actividad de los partidos presentes en este; en 1917, ya como ministro del Interior del Gobierno de Kérenski, ordenó su arresto. Destacó como orador en la capital durante los meses de revolución. Arrestado y enviado al exilio interior, logró huir.
Tras el fracaso de la revolución de 1905, el partido entró en una grave crisis, siendo prácticamente desmantelado y quedando reducido de unas pocas figuras intelectuales, muchas de ellas en el exilio. Avkséntiev era una de ellas, parte de una nueva corriente conocida como «liquidacionista» o «pochinista» (por su publicación, de nombre Pochín), la más derechista del partido, convencida de la derrota total del movimiento revolucionario y de la necesidad de participar en las instituciones progresistas como los zemstvos o en las elecciones a la Duma —algo que la mayoría de las agrupaciones del partido rechazaba—, en realidad más cercana a los liberales que a los demás socialistas. Avkséntiev rechazaba continuar empleando el terrorismo. Propugnaba, por el contrario, el abandono de las actividades clandestinas y que el partido se concentrase en las actividades legalmente permitidas en Rusia. En el segundo congreso del partido celebrado en febrero de 1907, fue elegido miembro del comité central y redactor de la publicación del partido, Znamia trudá.
En 1911, se mostró favorable a participar en las elecciones a la cuarta Duma, para poder utilizar las Cortes como instrumento político, al contrario que otros miembros del partido, que creían que el Parlamento era un mero artificio del régimen zarista. Dada que esta última posición era la mayoritaria, Avkséntiev y los que disentían formaron una corriente separada en torno a Pochín, fundado a finales de año. A pesar de esto, Avkséntiev permaneció en la junta editorial del periódico del partido Znamia trudá, al tiempo que participaba también en Pochín, la publicación de la corriente opositora conservadora.

## Primera Guerra Mundial
Durante la Primera Guerra Mundial, Avkséntiev se contó entre los dirigentes socialistas de la corriente defensista de los socialrevolucionarios,  y colaboró estrechamente con otros miembros de ésta como Vadim Rúdnev, Abram Gots, etc. La mayoría de las figuras del partido en el exilio sostuvieron esta postura. Se opuso, sin embargo, a la aprobación de créditos de guerra, a diferencia de otros defensistas más radicales. Vivió en París durante el conflicto.
Regresó a Petrogrado el 8 de abriljul./ 21 de abril de 1917greg. junto con otros exiliados defensistas socialrevolucionarios.

## El periodo revolucionario
Apoyó la Revolución de Febrero que acabó con la autocracia zarista y la dinastía Románov; desempeñó diversos cargos en la Duma, el Sóviet de Petrogrado y el Gobierno Provisional Ruso. Se encontraba entre los miembros conservadores del partido socialrevolucionario en este periodo. Miembro del comité ejecutivo del Consejo de Delegados de Trabajadores y Soldados (Sóviet de Petrogrado), su participación fue limitada en este por sus actividades en el Consejo de Campesinos, que presidía.

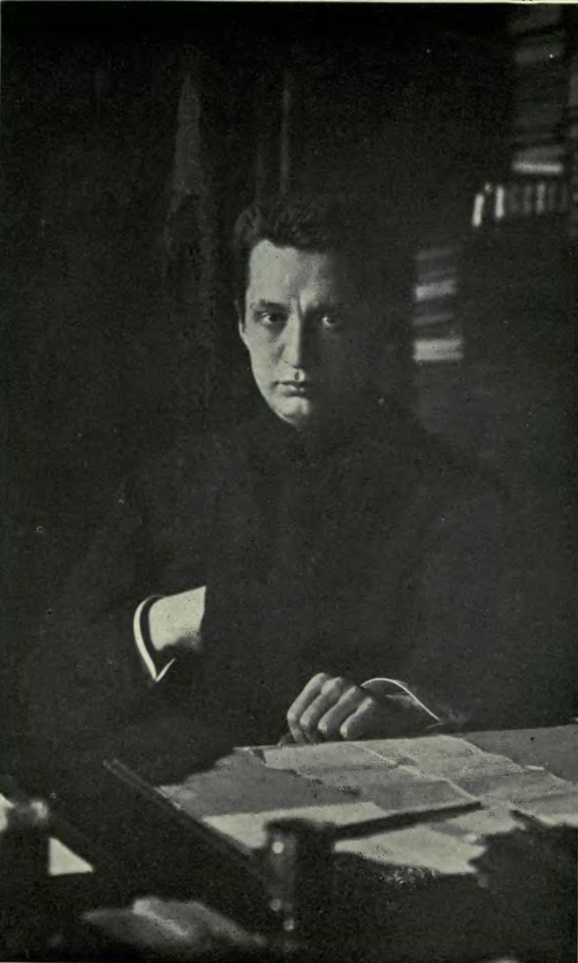
Aleksandr Kérenski, primer ministro de los últimos Gobiernos de coalición burgués-socialista del Gobierno Provisional Ruso, contó con el apoyo de Avkséntiev y de la fracción derechista del Partido Social-Revolucionario. Avkséntiev fue ministro del Interior con Kérenski, aplicando medidas represivas contra los campesinos que ocupaban las tierras, para disgusto de la mayoría del partido.

Avkséntiev formó parte del ala derecha del partido —como el resto de sus compañeros de estudios en Heidelberg—, minoritaria pero muy influyente por su cohesión, el apoyo que recibía de parte de la intelectualidad y la decisión en la defensa de sus opiniones políticas. En la misma corriente se encontraban Rúdnev, alcalde de Moscú, Bunakov-Fondaminski, miembro del comité central y ligado familiarmente a Gots, o Vishniak, el especialista legal del partido. En general favorecían a Kérenski y contaban En este grupo Avkséntiev se destacó como el adalid de la continuación de la participación rusa en la guerra mundial. Era el mejor organizador del partido y el más cercano a los kadetes. Junto con Zenzínov, era uno de los principales coordinadores del PSR. Avkséntiev mantuvo durante todo el periodo su defensa de una unión de «todas las fuerzas vitales» del país para continuar el conflicto hasta la victoria de los Aliados, otorgando gran importancia a la coalición con las fuerzas burguesas, como hicieron también los mencheviques. Expresó con vehemencia su apoyo a la formación de Gobiernos de coalición entre burgueses y socialistas.

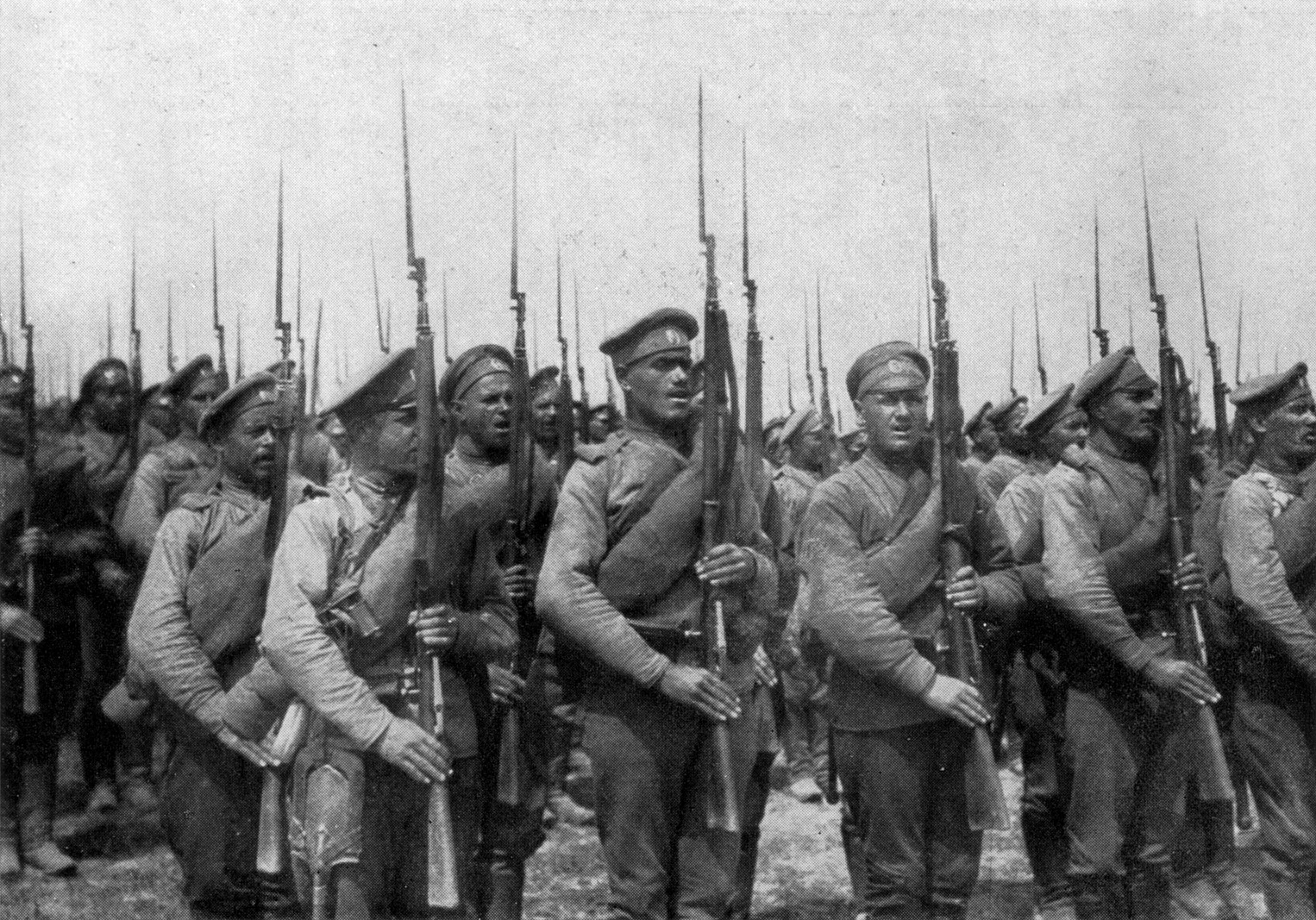
Infantería rusa en 1917. Avkséntiev fue uno de los más firmes defensores de la permanencia de Rusia en la guerra del lado aliado entre los dirigentes socialrevolucionarios. Su postura contaba con el apoyo de los políticos burgueses y de las embajadas aliadas.

En junio de 1917, apoyó la moción del dirigente menchevique Irakli Tsereteli para disolver las unidades de la guarnición de Petrogrado afines a los bolcheviques y la Guardia Roja tras la fallida manifestación a favor del derrocamiento del gobierno provisional y el traspaso del poder a los sóviets del 10 de juniojul./ 23 de junio de 1917greg., que fue finalmente rechazada por la mayoría del consejo.
Un mes después participó en el aplastamiento de las Jornadas de Julio, arengando a las tropas que sitiaron a los partidarios del intento de golpe de Estado en la Fortaleza de San Pedro y San Pablo. Tras la dimisión del primer ministro Georgi Lvov el 8 de juliojul./ 21 de juliogreg., fungió como ministro del Interior desde el 24 de juliojul./ 6 de agostogreg., sustituyendo en el cargo a Irakli Tsereteli, hasta mediados de septiembre. El nuevo primer ministro, Kérenski, lo eligió conociendo su apoyo a la guerra, mientras que el comité ejecutivo del Consejo de Campesinos apoyó su entrada en el Gobierno creyendo equivocadamente que su control sobre las fuerzas del orden facilitaría la reforma agraria defendida por el partido. Su negativa a apoyar las medidas de su correligionario y colega de gabinete Víctor Chernov (ministro de Agricultura) y su apoyo a la guerra facilitaron la propaganda bolchevique en su contra y en la del partido, que lo presentaba como enemigo del campesinado. Sus medidas de represión de los «comités de la tierra», aunque menor de lo aireado en la época, mermaron la popularidad del partido entre campesinos y soldados y facilitaron la propaganda de los partidarios de Lenin.
A finales del verano y a pesar de los deseos de elementos de la derecha del PSR, se negó a utilizar la potestad recién obtenida de exiliar a aquellos que se considerasen peligrosos para la seguridad del Estado para deportar a varias decenas de socialistas, como exigía el viceministro de Defensa Borís Sávinkov. Tras el fallido golpe de Kornílov, respaldó al igual que otros dirigentes socialistas conservadores la medida unilateral del primer ministro, Aleksandr Kérenski, de formar un directorio, y se opuso a la formación de un gobierno exclusivamente socialista, abogando por el mantenimiento de la coalición con los liberales. En las deliberaciones del partido sobre la conveniencia de continuar la política de coalición que tuvieron lugar tras el golpe de Estado, defendió la alianza entre burgueses y socialistas y el mantenimiento del país en la guerra.
Fue presidente del Preparlamento —formó parte de la delegación de la Conferencia Democrática que trató en vano de convencer a Kérenski que sometiese el Gobierno al control de este—, que urgió al primer ministro a aplicar las medidas de reforma necesarias para tratar de evitar la toma del poder por los bolcheviques, aunque con gran reticencia. Además había sido elegido como representante del partido en la próxima conferencia con los Aliados, a los que era muy favorable. Su postura, como principal paladín de la continuación de la guerra al lado de los Aliados, eliminaba cualquier posibilidad de presionar a estos en favor de la paz.
Poco antes del golpe de Estado bolchevique, el 24 de septiembrejul./ 7 de octubre de 1917greg., formó parte de la delegación de los socialistas favorables al gobierno de coalición que participó en las negociaciones con Kérenski y los representantes del Partido Constitucional Democrático (kadetes), industriales y representantes de los zemstvos para asegurar la participación de representantes burgueses en el Gobierno. En las primeras horas del alzamiento contra el Gobierno provisional, formó parte de la delegación del Preparlamento encabezada por Fiódor Dan que trató infructuosamente de que Kérenski promulgase precipitadamente algunas reformas radicales para evitar el levantamiento. La noche del 24 de octubrejul./ 6 de noviembregreg., se empleó en intentar recabar el apoyo de las unidades militares de la guarnición de la capital, tarea en la que fracasó. Incapaz de reunir al Preparlamento por falta de cuórum, congregó a los dirigentes de los partidos; los soldados probolcheviques disolvieron la reunión por la fuerza.
Se opuso a la Revolución de Octubre en la que el Partido Bolchevique de Lenin se hizo con el poder. Justo tras la revolución presidió el «Comité de Salvación de la Patria y la Revolución», opuesto al golpe bolchevique y que teóricamente dirigió el fallido levantamiento de los cadetes de la capital contra los bolcheviques pocos días después que, en realidad, fue planeado y ejecutado por los socialrevolucionarios con Abram Gots a la cabeza, en nombre pero a espaldas del comité. Junto con el veterano populista Nikolái Chaikovski recorrió en vano los cuarteles de los tres regimientos cosacos acantonados en la capital tratando de ganarse su apoyo para el levantamiento de los cadetes el 29 de octubrejul./ 11 de noviembregreg.. Tras el aplastamiento de la rebelión, abandonó Petrogrado junto con otros destacados miembros del PSR como Gotz, reuniéndose con Kérenski, que marchaba sobre la capital y cuyo avance tenía que haberse coordinado con el alzamiento en la misma. Este le nombró su sucesor al frente del Gobierno en caso de necesidad.
Poco después fue uno de los dirigentes socialrevolucionarios que convenció a Chernov en Maguilov para abandonar sus planes de crear un Gobierno paralelo con el respaldo del alto mando antes de continuar rumbo al sur del país tratando de encontrar tropas que se opusiesen a los bolcheviques. Con una carta de Kérenski nombrándolo primer ministro en caso de incapacidad o desaparición, Avkséntiev trató infructuosamente de recabar el apoyo de los tres ejércitos del frente rumano (6.º, 8.º y 9.º), que habían parecido en principio receptivos a respaldar un gabinete encabezado por él. Recibido con gran hostilidad por los propios delegados de su partido al congreso del frente suroeste el 18 de noviembrejul./ 1 de diciembregreg., desistió de presentarse ante el congreso y exponer sus planes. El 1 de noviembrejul./ 14 de noviembregreg., Kérenski había dimitido finalmente en su favor.
Su arresto junto con el de otros dirigentes socialistas moderados y liberales (17 de diciembrejul./ 30 de diciembregreg.), parte de la medidas gubernamentales contra la asamblea constituyente, fue la primera vez que se detenía a dirigentes socialistas acusados de contrarrevolución. No pudo participar en la Asamblea Constituyente Rusa por hallarse aún preso en la Fortaleza de San Pedro y San Pablo de Petrogrado cuando se celebró su única sesión.

## Guerra civil: el Directorio de Omsk
Fue uno de los miembros más destacados de la Unión por la Regeneración de Rusia −vaga alianza formada secretamente en la primavera de 1918 por socialistas populares, socialrevolucionarios de derecha y kadetes liberales y algunos mencheviques−, y llevó a cabo negociaciones con otras organizaciones clandestinas antisoviéticas en la primavera de 1918. Viajó a Vólogda como representante del PSR para negociar con los Aliados una posible intervención militar en Rusia, que el PSR aprobaba siempre que respetase la soberanía  y la integridad territorial del país. A comienzos del verano, la Unión lo envió a Siberia para establecer contactos con los movimientos antisoviéticos de la región. Se trasladó a Samara cuando se estableció allí el Gobierno rebelde del Komuch en el verano de 1918, como otros destacados dirigentes socialrevolucionarios.

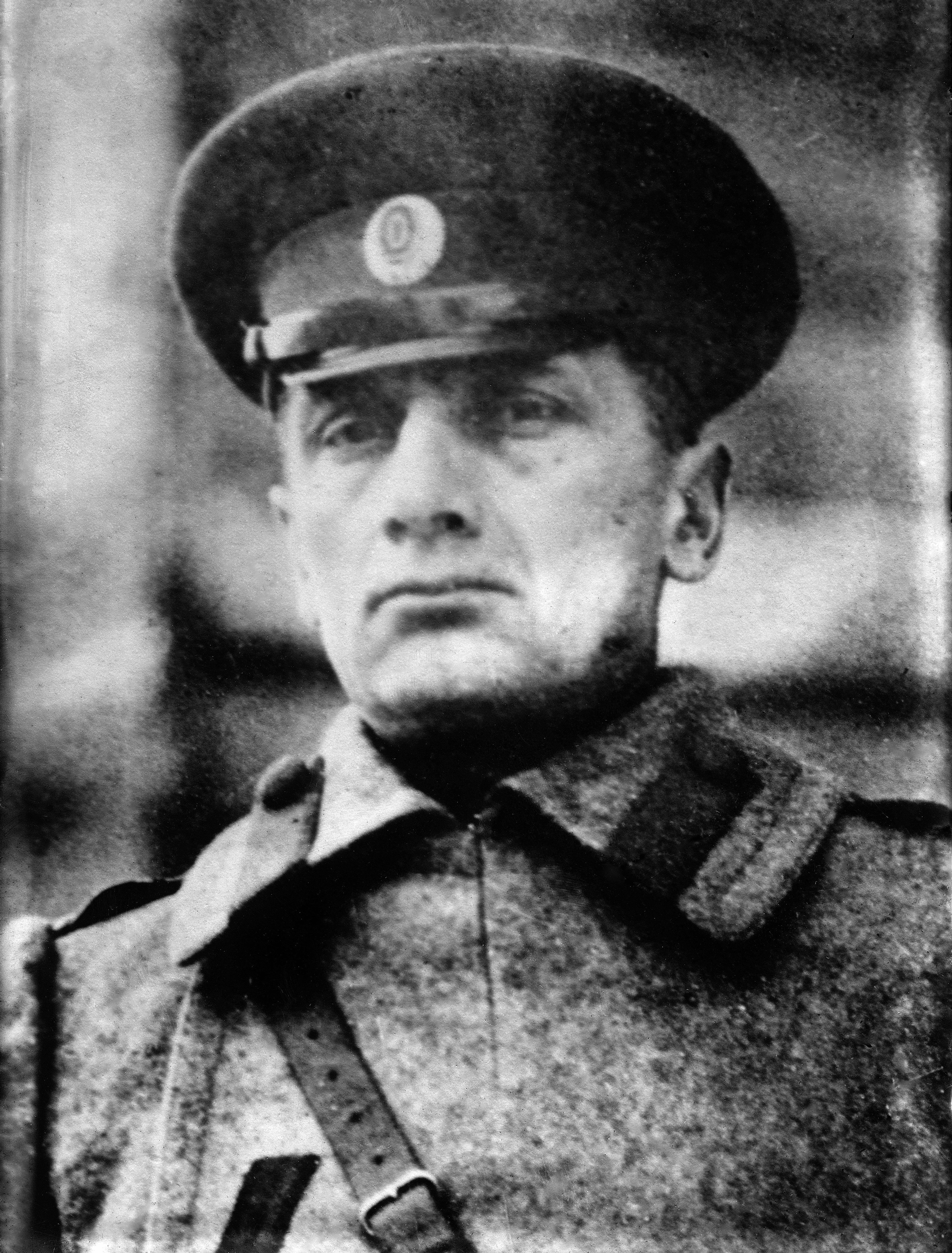
Aleksandr Kolchak, que tomó el poder en noviembre de 1918 tras la abolición forzosa del Directorio de Omsk que presidía Avkséntiev.

En agosto, como plenipotenciario de la Unión, presidió la conferencia fallida de Cheliábinsk (23-25 de agosto) en la que se trató de unificar a las autoridades antibolcheviques surgidas tras la revuelta de la Legión Checoslovaca. Presidió asimismo la conferencia de Ufá, celebrada a partir del 8 de septiembre para lograr la unificación de los distintos movimientos antibolcheviques, al tiempo que las tropas de estos avanzaban contra las posiciones del Komuch y retomaban Kazán dos días más tarde. Participó en la conferencia acreditado una vez más por la Unión para la Regeneración de Rusia, que propugnaba la unidad de los movimientos opuestos al Gobierno de Moscú.
En el otoño de 1918, formó parte del Directorio de Omsk, creado el 23 de septiembre como Gobierno provisional hasta la reunión de la asamblea constituyente, pero pronto se enemistó con los militares contrarrevolucionarios que respaldaban al almirante Aleksandr Kolchak. El Gobierno, poco más que un ente vacío sin fuentes de financiación y alojado durante sus ocho escasas semanas de existencia en un vagón en una vía muerta a las afueras de la ciudad, estaba encabezado por el propio Avkséntiev, que estableció un complicado protocolo sin sentido. Desprovisto de verdadera autoridad y sin la confianza de socialrevolucionarios y derechistas, Avkséntiev se limitó a pretender dirigir el Gobierno, que recordaba al Gobierno Provisional Ruso en su última fase bajo Aleksandr Kérenski. Ambas fuerzas aliadas, socialrevolucionarios y derechistas, conspiraron desde el comienzo para derrocar a Avkséntiev y abolir su directorio.
Este hubo de enfrentarse desde el comienzo de su instalación en Omsk a las exigencias del Gobierno Provisional Siberiano, que impuso a sus candidatos al Consejo de Ministros, a pesar de la oposición a algunos de ellos por parte de Avkséntiev y Zenzínov. Los miembros del directorio desperdiciaron la última oportunidad de evitar su caída al no aceptar la ayuda de la Legión Checoslovaca para defender su autoridad frente a los confabulados. La renuencia de Avkséntiev a aceptar la ayuda checoslovaca llevó a que la derecha tomase las riendas del movimiento antibolchevique en Siberia.

## Derrocamiento del directorio y exilio
Arrestado brevemente por las fuerzas de derecha que instalaron a Kolchak en el poder el 18 de noviembre de 1918, fue deportado a través de Vladivostok gracias a la intercesión de militares británicos. El nuevo Gobierno suministró unos subsidios a los socialrevolucionarios expulsados a condición de que abandonasen la actividad política.
Se estableció en París, y permaneció activo en los círculos de la emigración rusa. La falta de críticas a Kolchak hizo que este le ofreciese un puesto en su servicio diplomático. En enero de 1921, la mayoría de los diputados de la Asamblea constituyente en el exilio lo eligieron como su presidente. Entre 1920 y 1940, fue uno de los responsables de la publicación de la revista Sovreménnyie zapiski (Современные записки) junto con otros cuatro destacados socialrevolucionarios de derecha. La obra contenía principalmente literatura rusa escrita por emigrados y artículos políticos en defensa de su posición política durante el periodo interrevolucionario en 1917. En 1938, en dicha revista apareció por primera vez la novela La dádiva de Vladímir Nabókov bajo el seudónimo de Sirin. En 1926, Avkséntiev participó en un comité encargado de evaluar los asentamientos de emigrados en los departamentos rurales del suroeste francés.
A pesar de su antipatía por el Gobierno soviético, se mostró favorable a la alianza de Gran Bretaña y Francia con la URSS contra el Eje y rechazó la conveniencia de una derrota soviética en la inminente contienda mundial. Tras la invasión alemana de Francia en 1940, escapó junto a su mujer Berthe a Estados Unidos gracias a un visado que le habían proporcionado el Comité Judío del Trabajo y la Federación Estadounidense del Trabajo. Llegó a Nueva York el 12 de septiembre de 1940. Falleció en los Estados Unidos en la primavera de 1943.